# Morti nel 984
| Questa pagina contiene informazioni ricavate automaticamente dalle voci biografiche con l'ausilio del template Bio e di un bot. L'aggiornamento è periodico e automatico e ricostruisce completamente la pagina. Se manca una persona in questa lista, sei pregato di non aggiungerla, ma accertati piuttosto che la sua voce biografica contenga il template Bio e che i dati anagrafici siano correttamente compilati. Se il template Bio manca, inseriscilo tu stesso o, in alternativa, metti l'avviso {{tmp\|Bio}} che ne segnala la mancanza. Se i dati riportati sono sbagliati, correggi direttamente la voce biografica; le modifiche saranno visibili in questa lista entro pochi giorni. Per chiarimenti vedi il progetto biografie. La lista contiene solo le 10 persone che sono citate nell'enciclopedia e per le quali è stato implementato correttamente il template Bio. Pagina aggiornata al 19 ott 2024. |

- 22 gennaio - Miró III di Cerdanya, conte
- 7 luglio - Crescenzio de Theodora, nobile e politico italiano
- 1º agosto - Æthelwold di Winchester, vescovo e santo britannico
- 20 agosto - Papa Giovanni XIV, papa, vescovo e cardinale italiano
- 7 settembre - Teodorico I di Metz, vescovo franco
- 15 settembre - Editta di Wilton, monaca cristiana inglese (n. 961)
- 13 ottobre - Luca di Demenna, abate italiano
- Marino II di Gaeta, duca bizantino
- Rodoaldo, vescovo cattolico tedesco
- Buluggin ibn Ziri, sovrano berbero